# Aeropuerto Internacional Grantley Adams
El Aeropuerto Internacional Grantley Adams (GAIA, por sus siglas en inglés) (código IATA: BGI, código ICAO: TBPB) es el aeropuerto internacional de Barbados, ubicado en Seawell, Christ Church. Es el único puerto de entrada designado para las personas que llegan y salen por vía aérea en Barbados, y funciona como una de las principales puertas de entrada al Caribe Oriental. El aeropuerto tiene servicio directo a destinos en los Estados Unidos, Canadá, América Central y Europa, y sirve como el segundo centro de LIAT. En 2016, el aeropuerto fue el 8.º aeropuerto más ocupado en la región del Caribe y el tercer aeropuerto más ocupado en las Antillas Menores después del Aeropuerto Internacional Reina Beatrix en Aruba y el Aeropuerto Internacional de Pointe-à-Pitre en Guadalupe. GAIA también sigue siendo un enlace aéreo importante para los pasajeros de cruceros que salen y llegan al Puerto de Bridgetown, y una base de operaciones para el Sistema Regional de Seguridad (RSS) y el Centro de Capacitación de la Policía Regional (Caribe). 
El antiguo nombre del aeropuerto era Seawell Airport antes de ser dedicado póstumamente en honor al primer ministro de Barbados, Sir Grantley Herbert Adams en 1976. La zona horaria del aeropuerto es GMT −4 y está en la región del Código de Área Mundial N.º 246 (por el Departamento de Estados Unidos de Transporte). Era un centro para las ya desaparecidas aerolíneas barbadenses Caribbean Airways y REDjet, el hogar de la aerolínea chárter West Indies Executive Air, y antiguo hogar de la escuela de entrenamiento de vuelo Coconut Airways.

## Visión de conjunto y geografía
El aeropuerto internacional Grantley Adams se encuentra a 12,9 km (8,0 millas) del centro de la ciudad capital, Bridgetown, en un área oficialmente conocida como Seawell. Esto es contrario a la mayoría de los servicios de información que afirman que el aeropuerto está dentro de la capital. El Aeropuerto Grantley Adams es el principal centro de transporte aéreo para el Caribe Oriental.
El terreno es relativamente plano y bastante suburbano. El aeropuerto se encuentra en la parte sureste de la parroquia de Christ Church, cerca del extremo sur de la isla. El aeropuerto tiene fácil acceso a la Autopista ABC / Autopista 7 que se dirige hacia la capital y ubicaciones hacia la costa norte y oeste.
El aeropuerto ha sufrido recientemente una mejora y expansión de US$100 000 000 (cien millones de dólares estadounidenses) en varias fases por parte del gobierno, que agregó una nueva sala de llegadas adyacente a las terminales de llegadas / salidas anteriores. La construcción se hizo un poco más complicada porque el aeropuerto debe permanecer abierto hasta 16 horas por día. Se supone que su infraestructura actual satisfará las necesidades de Barbados hasta al menos 2015. El proyecto de construcción de la fase III, que aún no se ha completado, verá cambios en la configuración del estacionamiento del avión.

## Historia

### Primeros años
El transporte aéreo en el sitio de las instalaciones actuales, entonces conocido como Aeropuerto de Seawell, se remonta a septiembre de 1938 cuando un avión de correo de KLM Royal Dutch Airlines aterrizó en el sitio desde Trinidad. En ese momento solo había una franja cubierta de hierba como pista de aterrizaje. La franja se pavimentó algún tiempo después y en 1949 se construyó la primera terminal en el sitio, para reemplazar un cobertizo que se estaba utilizando. Esto marcó el comienzo de la instalación que se conoce formalmente como el aeropuerto de Seawell.
Durante la década de 1960, el rango de vuelo oriental justo al sureste del aeropuerto se conoció como Paragon. Esta área se convirtió en la base inicial de un «Proyecto de investigación de gran altitud» conocido como Proyecto HARP. El Proyecto HARP fue patrocinado conjuntamente por la Universidad McGill en Canadá y el Ejército de los Estados Unidos.
En 1983, la invasión de Granada patrocinada por los Estados Unidos llevó a los Estados Unidos a formar otro acuerdo con Barbados. Como parte del acuerdo, Estados Unidos amplió una parte de la infraestructura aeroportuaria actual. Esto preparó el Aeropuerto Grantley Adams para ser utilizado como base. Como parte del plan para mantener una estabilidad duradera en Granada, Estados Unidos ayudó a establecer el Sistema de Seguridad Regional (RSS) en el rango de vuelo del este de Grantley Adams. El RSS era (y sigue siendo) una unidad de seguridad centrada en proporcionar seguridad para el Caribe Oriental.
El Aeropuerto Internacional Grantley Adams, como se le conoce hoy en día, maneja la mayoría de los aviones grandes, incluidos los Boeing 747. El aeropuerto era uno de los pocos destinos donde los aviones Concorde de British Airways realizaban vuelos regulares (y recibían reparaciones). El tiempo de vuelo de Concorde desde el Reino Unido a Barbados fue de menos de 4 horas. La primera visita de Concorde a Barbados fue en 1977 para el Jubileo de Plata de la Reina. Durante la década de 1980, Concorde regresó para vuelos comerciales a Barbados y luego voló a Barbados durante la temporada alta de invierno. El 17 de octubre de 2011, ZA006, un Boeing 787 Dreamliner llegó a BGI para realizar pruebas. Esto fue seguido por una llegada el 24 de octubre del Boeing 747-8I para realizar más pruebas ambientales de alta humedad.

### Proyecto de expansión 2000-2006

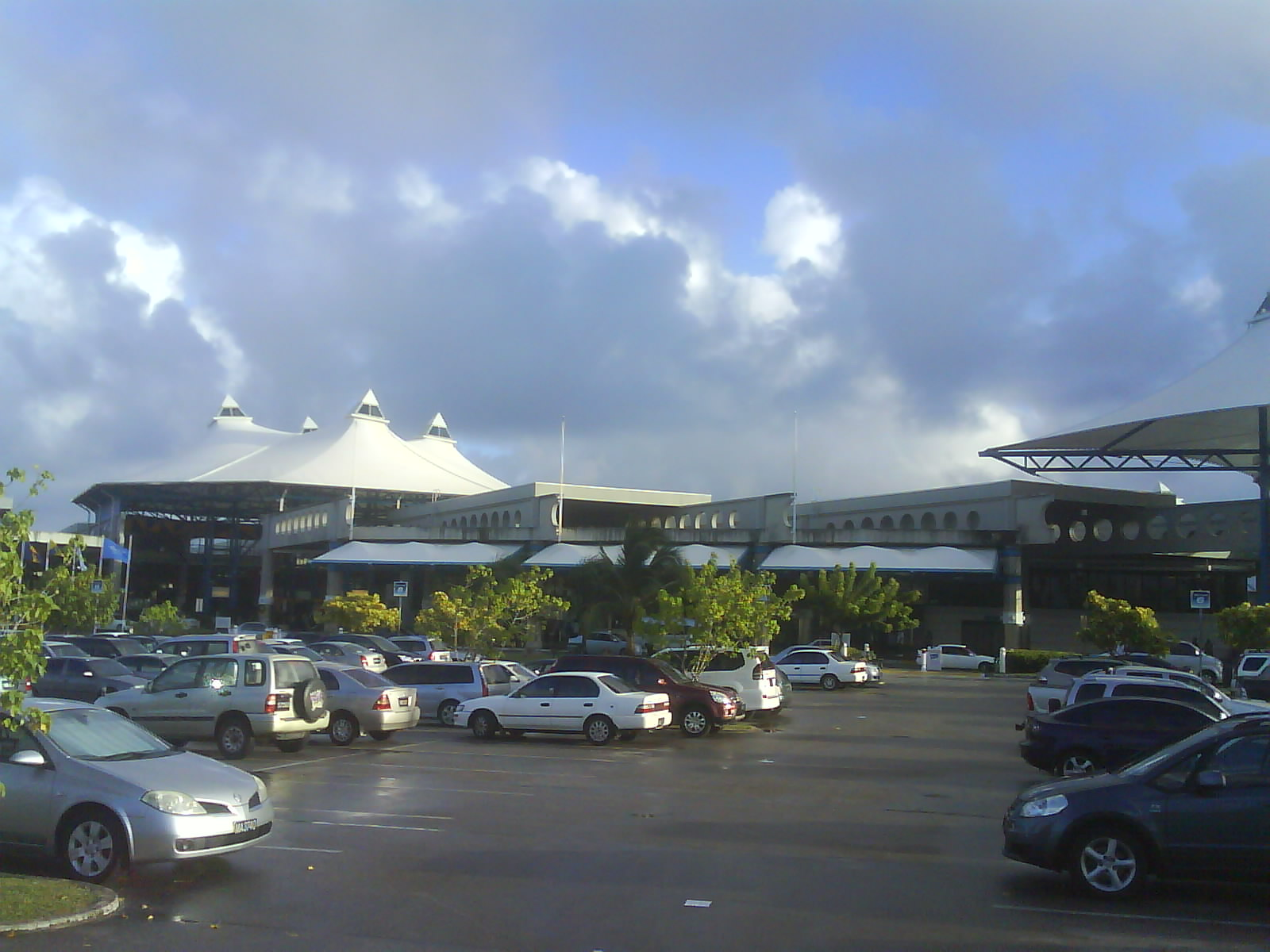
La terminal renovada

Dado que el Aeropuerto Internacional Grantley Adams se había convertido en un aeropuerto relativamente ocupado para una isla tan pequeña y basado en un aumento esperado en el tráfico aéreo futuro, el Gobierno de Barbados comenzó un programa de US$100 000 000 (cien millones de dólares estadounidenses) para modernizar la infraestructura del aeropuerto.
La fase I, que ahora está completa, vio una mejora de las pistas, calles de rodaje, plataformas de estacionamiento e iluminación de aproximación. Esta fase incluyó que el Gobierno de Barbados adquiriera terrenos privados adyacentes a la pista de aterrizaje para que el aeropuerto cumpla con las nuevas regulaciones de aviación internacional.
La fase II (también completa) incluyó agregar una nueva terminal de llegadas adyacente al edificio actual; trasladar llegadas desde la terminal más antigua, renovar la terminal más antigua como una instalación de salidas y llevar la infraestructura al nuevo milenio.

### Expansión después de 2006
El 1 de junio de 2007, el Club Caribbean Executive Lounge and Business Center de Bds$1.7 millones se abrió como un servicio adicional para los viajeros de negocios. El centro contiene 5000 pies cuadrados (460 m²) y está en el entresuelo. El centro está destinado a ser utilizado por clientes especiales de varias aerolíneas en la terminal.
La expansión de la fase III tuvo que esperar hasta la finalización de la Copa Mundial de Cricket 2007. Se prevé la adición de la nueva terminal del aeropuerto Jetway (puertas), nuevos salones de salida espaciosos mucho más cerca de los aviones y puentes aéreos para facilitar las conexiones. También está a punto de completarse la amplia área de compras libres de impuestos y restaurantes para viajeros. En 2010, las autoridades aeroportuarias declararon que el tráfico hacia el aeropuerto aumentó un 58 % y que se estaba formando un plan de 20 a 25 años para la instalación, que incluía una adición a la calle de rodaje y la renovación de las instalaciones de carga hasta el aeropuerto internacional. normas
Después del proyecto de expansión, las instalaciones de llegadas del aeropuerto se trasladaron a un nuevo edificio separado de 70 000 pies cuadrados (6500 m²) adyacente a la estructura anterior. Esto permitió que el área de salidas ocupara gran parte de la estructura compartida anterior. La nueva terminal de llegadas se construyó con cinco carruseles de equipaje grandes, junto con ventanas de aduanas e inmigración.

## Instalaciones

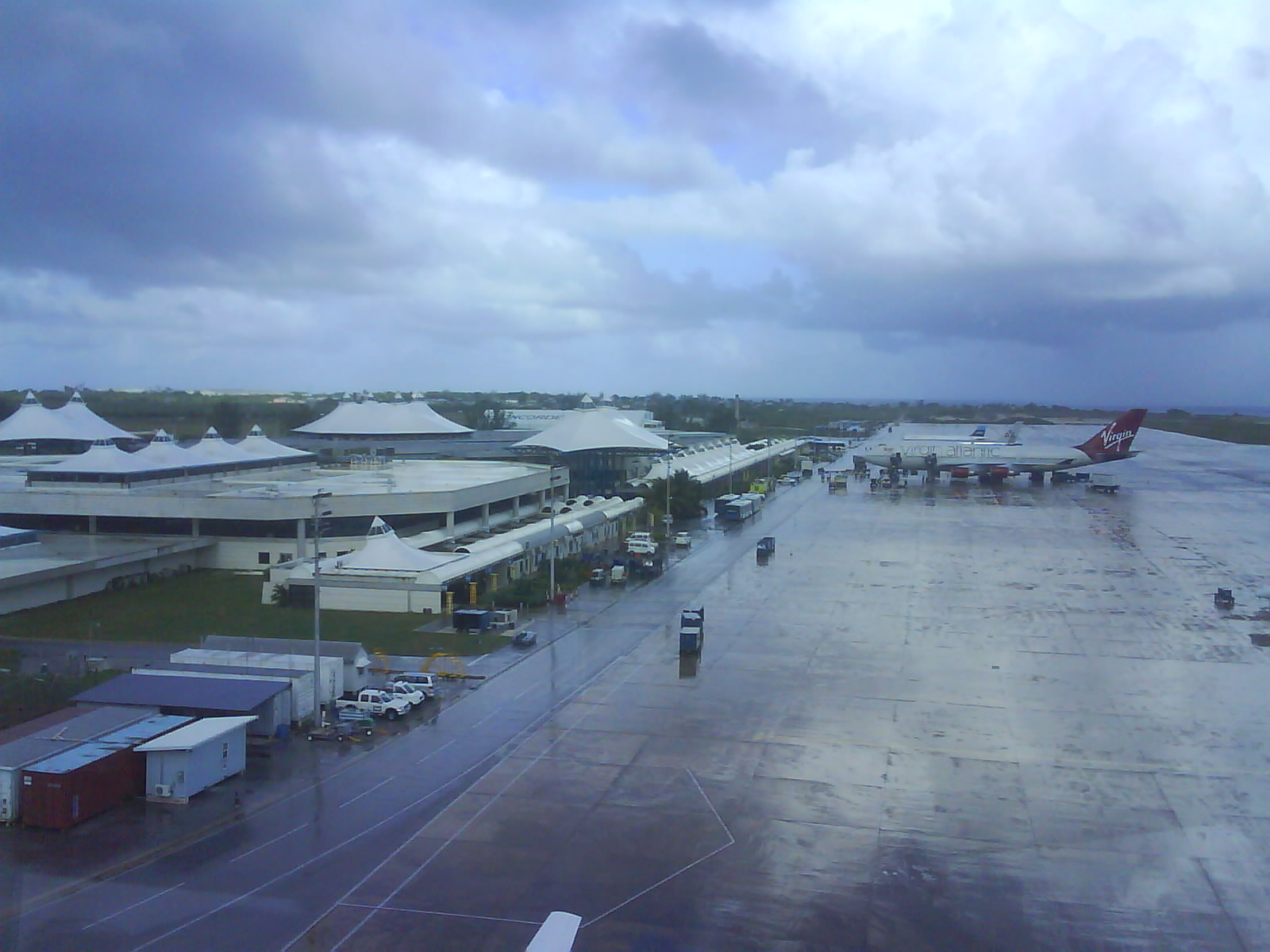
Terminales de llegadas y salidas

El Aeropuerto Internacional Grantley Adams tiene dos edificios terminales diseñados para aparecer como una sola estructura continua.
La primera estructura y la más antigua es la terminal de salidas actual. Esta terminal se extiende desde las puertas 11-13. Antes del proyecto de expansión 2000-2006, el edificio original de la terminal única albergaba tanto las instalaciones de llegadas como las de salidas. El diseño anterior estaba dividido en dos, con algunas tiendas libres de impuestos y un área al aire libre en el medio con árboles y otra vegetación que estaba abierta a las dos mitades de la terminal. La nueva membrana translúcida que se eleva sobre el aeropuerto muestra dónde se dividió la antigua terminal en dos. Además, la carpa de membrana cubre la brecha entre la terminal vieja y la nueva y da la apariencia de ser un solo edificio largo.

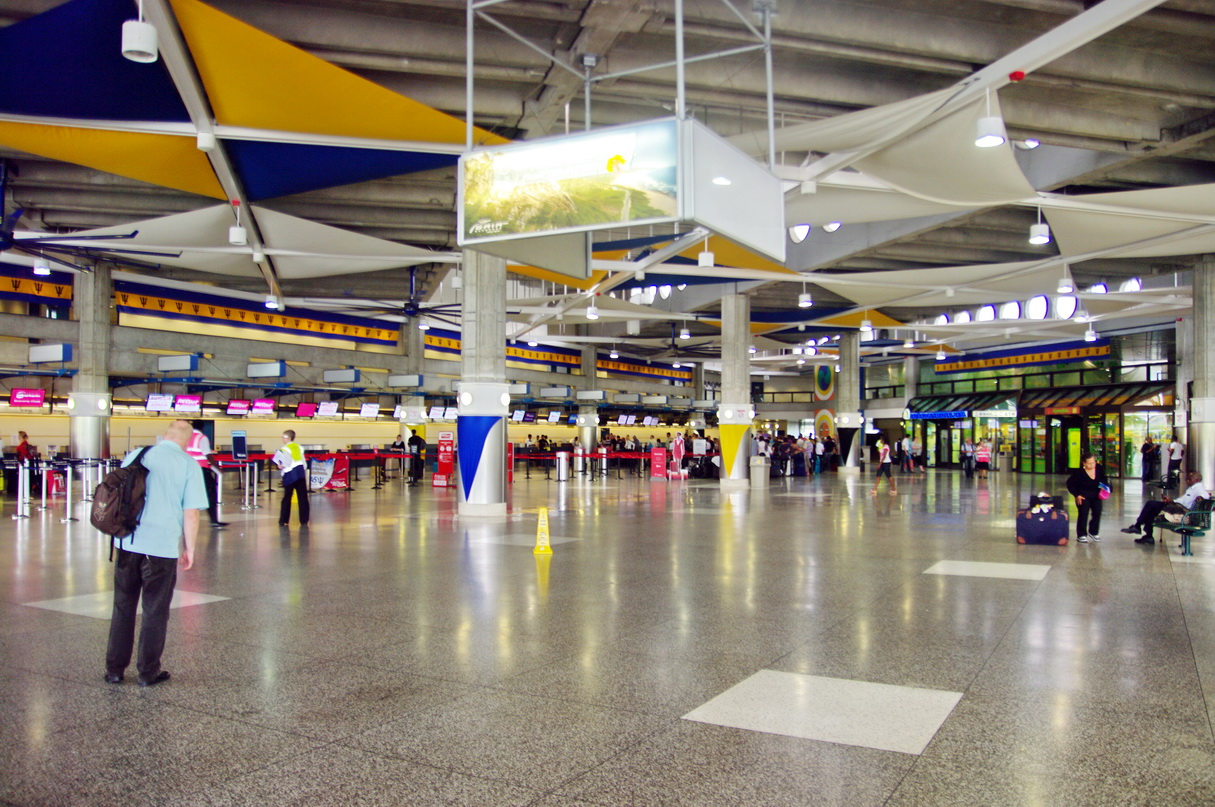
Sala de registro

La nueva terminal abarca las puertas 1–10. La terminal cuenta actualmente con 22 puertas a nivel del suelo.

### Pista y calles de rodaje
El aeropuerto se encuentra a una altitud de 52 metros (171 pies) sobre el nivel medio del mar. Tiene una sola pista pavimentada de asfalto de dos millas: 27/09 mide 11 000 × 150 pies (3353 × 46 m). El aeropuerto tiene una sola pista este-oeste, conectada por cinco intersecciones de calles de rodaje con el área de estacionamiento de aeronaves adyacente a las terminales principales. Como resultado de los vientos alisios que soplan desde el Océano Atlántico a través de Barbados desde el este, los aviones suelen aterrizar y despegar en dirección este. Esto da como resultado una ruta de vuelo típica para los aviones que llegan a lo largo de la costa oeste de Barbados, mientras que los vuelos que salen suelen volar a lo largo de la costa este. En casos relativamente raros pero no poco comunes, algunas perturbaciones climáticas, como el paso de huracanes o sistemas tropicales, pueden hacer que los aviones despeguen o aterricen en dirección oeste, como el 29 de agosto de 2010.

### Navegación
TBPB está equipado con VOR / DME y un sistema ILS. El aeropuerto opera las 24 horas del día.

## Aerolíneas y destinos

### Pasajeros
| Aerolíneas             | Destinos |
| ---------------------- | --- |
| Aer Lingus             | Estacional: Mánchester(UK) |
| Air Canada             | Toronto–Pearson Estacional: Montreal–Trudeau |
| American Airlines      | Charlotte, Filadelfia, Miami, Nueva York–JFK |
| British Airways        | Londres–Heathrow |
| Caribbean Airlines     | Antigua, Castries, Dominica–Douglas-Charles, Fort-de-France, Georgetown–Ogle, Granada, Kingston–Norman Manley, Pointe-à-Pitre, Puerto España, San Cristóbal y Nieves, San Juan, San Martín, San Vicente–Argyle, Tobago, Tórtola |
| Condor                 | Fráncfort Chárter Estacional: Düsseldorf |
| Conviasa               | Caracas |
| Copa Airlines          | Ciudad de Panamá–Tocumen |
| Delta Air Lines        | Atlanta Estacional: Nueva York–JFK |
| Discover Airlines      | Estacional: Fráncfort |
| Frontier Airlines      | San Juan |
| InterCaribbean Airways | Antigua, Castries, Dominica–Douglas-Charles, Georgetown–Cheddi Jagan, Granada, Kingston–Norman Manley, San Cristóbal y Nieves, San Vicente–Argyle                                                                               |
| JetBlue Airways        | Boston, Nueva York–JFK |
| KLM                    | Edtacional: Ámsterdam (reinicia el 26 de octubre de 2025), Georgetown–Cheddi Jagan (inicia el 26 de octubre de 2026) |
| LIAT20                 | Castries |
| Mustique Airways       | Bequia, Canouan |
| Norse Atlantic Airways | Chárter estacional: Londres-Gatwick, Mánchester (UK) |
| Sunrise Airways        | Antigua, Castries, Dominica–Douglas-Charles, Fort-de-France |
| Surinam Airways        | Georgetown–Cheddi Jagan, Paramaribo |
| SVG Air                | Bequia, Isla Unión |
| TUI Airways            | Estacional: Birmingham, Glasgow, Londres–Gatwick, Mánchester (UK), Newcastle Upon Tyne |
| United Airlines        | Newark, Washington–Dulles |
| Virgin Atlantic        | Granada, Londres–Heathrow, San Vicente–Argyle Estacional: Mánchester (UK) |
| WestJet                | Toronto-Pearson |
| Winair                 | Castries, Dominica–Douglas-Charles, Fort-de-France, San Martín |

Notas
1. ↑  Los vuelos de Caribbean Airlines hacia y desde San Juan hacen escalas intermedias en Tórtola.
2. ↑  Los vuelos de Surinam Airways hacia y desde Surinam hacen escalas intermedias en Guyana.

### Carga
Además de las terminales de llegadas y salidas, el Aeropuerto Internacional Grantley Adams incluyó disposiciones para un nuevo edificio de carga en el proyecto de expansión 2000-06. Las necesidades de carga incluyen servicios postales oportunos además del apoyo a la aerolínea. La instalación de carga está ubicada en el extremo occidental del aeropuerto, junto al edificio de recién llegados.
| Aerolíneas             | Destinos                                                                            |
| ---------------------- | ----------------------------------------------------------------------------------- |
| Air Cargo Carriers     | Dominica–Douglas-Charles                                                            |
| Aloha Air Cargo        | Miami                                                                               |
| Ameriflight            | Aguadilla, San Juan                                                                 |
| Amerijet International | Miami, Puerto España, San Martín, Santo Domingo-Las Américas, Santa Lucía–Hewanorra |
| DHL Aviation           | Puerto España                                                                       |
| FedEx Express          | Aguadilla                                                                           |

### Destinos internacionales
| Ciudades por países          | Nombre del aeropuerto                                     | Aerolíneas |              |
| Norteamérica                 | Norteamérica                                              | Norteamérica | Norteamérica |
| ---------------------------- | --------------------------------------------------------- | --- | ------------ |
| Canadá                       |                                                           | |              |
| Toronto                      | Aeropuerto Internacional Toronto Pearson                  | Air Canada / WestJet |              |
| Montreal                     | Aeropuerto Internacional Pierre Elliott Trudeau           | Air Canada |              |
| Estados Unidos               |                                                           | |              |
| Atlanta                      | Aeropuerto Internacional Hartsfield-Jackson               | Delta Air Lines |              |
| Boston                       | Aeropuerto Internacional Logan                            | JetBlue Airways |              |
| Charlotte                    | Aeropuerto Internacional de Charlotte-Douglas             | American Airlines |              |
| Filadelfia                   | Aeropuerto Internacional de Filadelfia                    | American Airlines |              |
| Miami                        | Aeropuerto Internacional de Miami                         | American Airlines |              |
| Nueva York                   | Aeropuerto Internacional John F. Kennedy                  | American Airlines / Delta Air Lines (Estacional) / JetBlue Airways                                                              |              |
| Newark                       | Aeropuerto Internacional Libertad de Newark               | United Airlines |              |
| Washington                   | Aeropuerto Internacional de Washington-Dulles             | United Airlines |              |
| Centroamérica y El Caribe    |                                                           | |              |
| Antigua y Barbuda            |                                                           | |              |
| St. John                     | Aeropuerto Internacional V. C. Bird                       | Caribbean Airlines / InterCaribbean Airways / Sunrise Airways                                                                   |              |
| Dominica                     |                                                           | |              |
| Roseau                       | Aeropuerto Douglas–Charles                                | Caribbean Airlines / InterCaribbean Airways / Sunrise Airways / Winair                                                          |              |
| Granada                      |                                                           | |              |
| St. George                   | Aeropuerto Internacional Maurice Bishop                   | Caribbean Airlines / InterCaribbean Airways / Virgin Atlantic                                                                   |              |
| Guadalupe                    |                                                           | |              |
| Pointe-à-Pitre               | Aeropuerto Internacional de Pointe-à-Pitre                | Caribbean Airlines |              |
| Islas Vírgenes Británicas    |                                                           | |              |
| Tórtola                      | Aeropuerto Internacional Terrance B. Lettsome             | Caribbean Airlines |              |
| Jamaica                      |                                                           | |              |
| Kingston                     | Aeropuerto Internacional Norman Manley                    | Caribbean Airlines / InterCaribbean Airways                                                                                     |              |
| Martinica                    |                                                           | |              |
| Fort-de-France               | Aeropuerto Internacional de Martinica Aimé Césaire        | Caribbean Airlines / Sunrise Airways / Winair                                                                                   |              |
| Panamá                       |                                                           | |              |
| Ciudad de Panamá             | Aeropuerto Internacional de Tocumen                       | Copa Airlines |              |
| Puerto Rico                  |                                                           | |              |
| San Juan                     | Aeropuerto Internacional Luis Muñoz Marín                 | Caribbean Airlines / Frontier Airlines                                                                                          |              |
| San Cristóbal y Nieves       |                                                           | |              |
| Basseterre                   | Aeropuerto Internacional Robert L. Bradshaw               | Caribbean Airlines / InterCaribbean Airways                                                                                     |              |
| Santa Lucía                  |                                                           | |              |
| Castries                     | Aeropuerto George F. L. Charles                           | Caribbean Airlines / InterCaribbean Airways / LIAT20 / Sunrise Airways / Winair                                                 |              |
| San Martín                   |                                                           | |              |
| San Martín                   | Aeropuerto Internacional Princesa Juliana                 | Caribbean Airlines / Winair |              |
| San Vicente y las Granadinas |                                                           | |              |
| Bequia                       | Aeropuerto J. F. Mitchell                                 | Mustique Airways / SVG Air |              |
| Canouan                      | Aeropuerto de Canouan                                     | Mustique Airways |              |
| Isla Unión                   | Aeropuerto de Isla Unión                                  | SVG Air |              |
| Kingstown                    | Aeropuerto Internacional de Argyle                        | Caribbean Airlines / InterCaribbean Airways / Virgin Atlantic                                                                   |              |
| Trinidad y Tobago            |                                                           | |              |
| Puerto España                | Aeropuerto Internacional de Piarco                        | Caribbean Airlines |              |
| Tobago                       | Aeropuerto Internacional Arturo Napoleón Raymond Robinson | Caribbean Airlines |              |
| Sudamérica                   |                                                           | |              |
| Guyana                       |                                                           | |              |
| Georgetown                   | Aeropuerto Internacional Eugene F. Correia - Ogle         | Caribbean Airlines / Surinam Airways                                                                                            |              |
| Georgetown                   | Aeropuerto Internacional Cheddi Jagan                     | InterCaribbean Airways / KLM (Estacional) (inicia el 26 de octubre de 2025)                                                     |              |
| Surinam                      |                                                           | |              |
| Paramaribo                   | Aeropuerto Internacional Johan Adolf Pengel               | Surinam Airways |              |
| Venezuela                    |                                                           | |              |
| Caracas                      | Aeropuerto Internacional de Maiquetía Simón Bolívar       | Conviasa |              |
| Europa                       |                                                           | |              |
| Alemania                     |                                                           | |              |
| Düsseldorf                   | Aeropuerto Internacional de Düsseldorf                    | Condor (Chárter Estacional) |              |
| Fráncfort                    | Aeropuerto de Fráncfort del Meno                          | Condor / Discover Airlines (Estacional)                                                                                         |              |
| Países Bajos                 |                                                           | |              |
| Ámsterdam                    | Aeropuerto de Ámsterdam-Schiphol                          | KLM (Estacional) (reinicia el 26 de octubre de 2025)                                                                            |              |
| Reino Unido                  |                                                           | |              |
| Birmingham                   | Aeropuerto Internacional de Birmingham-West Midlands      | TUI Airways (Estacional) |              |
| Glasgow                      | Aeropuerto Internacional de Glasgow                       | TUI Airways (Estacional) |              |
| Londres                      | Aeropuerto de Londres-Gatwick                             | Norse Atlantic Airways (Chárter Estacional) / TUI Airways (Estacional)                                                          |              |
| Londres                      | Aeropuerto de Londres-Heathrow                            | British Airways / Virgin Atlantic                                                                                               |              |
| Mánchester                   | Aeropuerto de Mánchester                                  | Aer Lingus (Estacional) / Norse Atlantic Airways (Chárter Estacional) / TUI Airways (Estacional) / Virgin Atlantic (Estacional) |              |
| Newcastle upon Tyne          | Aeropuerto de Newcastle upon Tyne                         | TUI Airways (Estacional) |              |

## Estadísticas

### Tráfico anual
Ver fuente y consulta Wikidata.
| | Pasajeros | Cambio respecto al año anterior | Operaciones de aeronaves | Cambio respecto al año anterior | Carga (toneladas métricas) | Cambio respecto al año anterior |
| --- | --------- | ------------------------------- | ------------------------ | ------------------------------- | -------------------------- | ------------------------------- |
| 2008 | 2 165 125 | 0.68 %                          | 38 986                   | N.D.                            | 19 479                     | N.D.                            |
| 2009 | 1 939 059 | 10.44 %                         | 34 454                   | 11.62 %                         | 21 098                     | 8.31 %                          |
| 2010 | 1 995 167 | 2.89 %                          | 35 378                   | 2.68 %                          | 22 335                     | 5.86 %                          |
| 2011 | 2 074 654 | 3.98 %                          | 35 452                   | 0.21 %                          | 22 720                     | 1.72 %                          |
| 2012 | 1 967 571 | 5.16 %                          | 34 476                   | 2.75 %                          | 22 322                     | 1.75 %                          |
| 2013 | 1 845 430 | 6.21 %                          | 31 670                   | 8.14 %                          | 21 567                     | 3.38 %                          |
| 2014 | 1 858 176 | 0.69 %                          | 30 247                   | 4.49 %                          | 18 852                     | 12.59 %                         |
| 2015 | 1 966 789 | 5.84 %                          | 30 508                   | 0.87 %                          | 14 778                     | 21.61 %                         |
| 2016 | 2 086 209 | 6.08 %                          | 30 398                   | 0.36 %                          | 13 438                     | 9.97 %                          |
| 2017 | 2 172 603 | 4.15 %                          | 32 352                   | 6.43 %                          | 11 721                     | 12.77 %                         |
| 2018 | 2 194 931 | 1.02 %                          | 33 296                   | 3.0 %                           | 10 987                     | 6.7 %                           |
| 2019 | 2 298 491 | 7.16 %                          | 32 854                   | 1.37 %                          | 10 231                     | 7.4 %                           |
| Fuente: Consejo Internacional de Aeropuertos. World Airport Traffic Reports (2009, 2011, 2012, 2013, 2014) |           |                                 |                          |                                 |                            |                                 |

## Otras instalaciones
La oficina central del Departamento de Aviación Civil de Barbados se encuentra en la propiedad del aeropuerto. Además, el Servicio Meteorológico de Barbados opera una estación de radar meteorológico Doppler en el aeropuerto.

## Arquitectos
Queen’s Quay Architects International Inc. (Q2) de Ontario, Canadá son los arquitectos del rediseño del aeropuerto GAIA, y están llevando a cabo las inspecciones de la renovación y expansión de los servicios adicionales.

## Museo Concorde

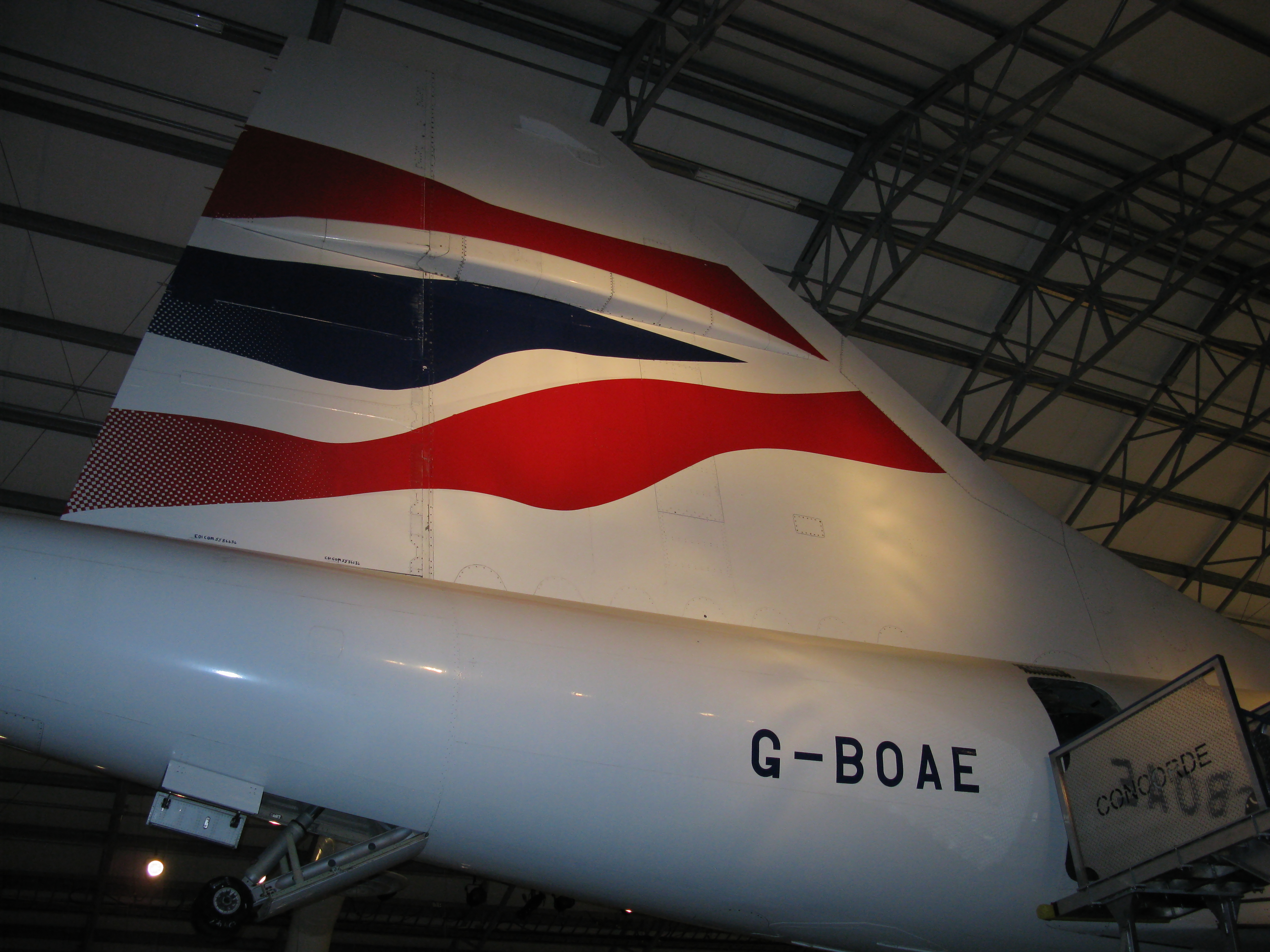
Concorde G-BOAE en exhibición

Al este del aeropuerto principal de Grantley Adams se encuentra el sitio de 8534 m² (91 860 pies cuadrados) del Museo British Airways Concorde en la antigua plantación Spencers. El museo es parte de los nuevos terrenos del aeropuerto ampliado. British Airways había otorgado al Gobierno de Barbados uno de sus aviones Concorde retirados y BAC / SNIAS Concorde 212 G-BOAE está ahora en exhibición permanente en una sala dedicada. La compañía Q2 había ingresado un diseño de museo e instalación de exhibición al Gobierno de Barbados para esta nueva vivienda permanente de la aeronave. La «Experiencia Concorde» tiene zonas que proporcionan información sobre la aeronave.
El 2 de noviembre de 1977, el G-BOAE era el mismo avión que la reina Isabel II viajaba volando desde GAIA a Londres Heathrow, Inglaterra. Esa ocasión fue la primera visita de Concorde a Barbados.
«Alpha Echo» fue el último Concorde en volar supersónico el 17 de noviembre de 2003, en su vuelo de entrega a Barbados.

## Premios
- 2002, 2003, 2004: el «Aeropuerto líder del Caribe», por los Premios Mundiales del Viaje.
- En 2010, Airport Council International (ACI) reconoció al aeropuerto como una de las mejores instalaciones de la región por su excelencia en el servicio. En la sección Caribe y América Latina, Grantley se ubicó en el tercer lugar: Guayaqui (GYE), Ecuador y Cancún (CUN), México, respectivamente.[35][36]

## Contratista
Sypher:Mueller International Inc. —de Ontario, Canadá— son los responsables como contratistas de la coordinación y planificación de la nueva terminal.